# Third Planet
『Third Planet』（サード・プラネット）は、スフィアの3作目のオリジナルアルバム。2012年7月11日にGloryHeavenから発売された。

## 概要
前作『Spring is here』から約1年4か月ぶりに発表されたオリジナルアルバム。通常盤の他、数量限定特別仕様『Blue Planet Box』（Blu-ray Disc付属）、限定生産仕様（DVD付属）の3種形態でリリース。このうち、自身初となるBlu-ray Discを同梱した数量限定特別仕様および限定生産仕様では、それぞれに本作のリード曲「Planet Freedom」のミュージック・ビデオが収録されている。
アルバムタイトルは、「3作目のアルバム」「ユニット名（スフィア）」にちなんで名づけられた。全体的なコンセプトは、「大人っぽさ」であり、これは「メンバー全員が20代になったこと」や「1stや2ndの頃よりも中身（気持ち）も見た目も成長したこと」などの表現である。ジャケットデザインでは、テーマである「冒険」や「旅」にちなんで、「世界地図」をメンバー4人の背景に写すとともに、タイトルの"Third Planet"が意味する「地球」、さらにはユニット名のスフィア（＝天球）と意味から転じて生まれる「宇宙」をイメージが生かされている。
2012年7月10日付のオリコン・アルバムデイリーランキングにおいて、デビュー以来初めてとなる1位を獲得。これにより、シングル・アルバムを通じて、デイリーにおける自身最高位を記録した。同時に、所属レコード会社であるランティスにとっても、同社の設立以来初めての出来事となった。
これまでのスフィアのオリジナルアルバム同様、収録されたシングルのカップリング曲もすべて収録されている。
スフィア単体でのシングル・アルバムとしては本アルバムのみ唯一iTunesでの配信が行われておらず、ダウンロードをするにはレコチョク（AAC版は一部楽曲のみ）やmoraなどの他の配信サイトを使用する必要がある。
2014年8月20日から当アルバムを含めた数枚のハイレゾ版がmora等で配信されている。配信音源は96kHz/24bitであるが、実際には48kHz/24bitのマスター音源をハイレゾ向けにリマスタリングし、96kHz/24bitに引き上げたものであり、元から96kHz/24bitでレコーディングされたものでは無い。

## 収録曲

### Disc 01
1. LET・ME・DO!! [3:35]
  - 作詞：こだまさおり、作曲：オオヤギヒロオ、編曲：渡辺和紀

シングル表題曲。日本テレビ『スフィアクラブ』テーマソング。
2. Hazy [4:24]
  - 作詞：坂井季乃、作曲・編曲：黒須克彦

シングル表題曲。テレビアニメ『花咲くいろは』前期エンディングテーマ。
3. Planet Freedom [4:54]
  - 作詞・作曲：rino、編曲：虹音

シングル曲とともに、本作におけるリード曲のひとつ[2]。
4. Hello, my love [5:09]
  - 作詞：こだまさおり、作曲・編曲：森谷敏紀

シングル「HIGH POWERED」収録曲。
5. Non stop road [4:36]
  - 作詞：畑亜貴、作曲：江並哲志、編曲：虹音

シングル表題曲。テレビアニメ『夏色キセキ』オープニングテーマ。
6. Stop Motion [4:00]
  - 作詞：松井洋平、作曲・編曲：中土智博
7. Neo Eden
  - 作詞：畑亜貴、作曲・編曲：増田武史（eyelis）

シングル「Hazy」収録曲。
8. HIGH POWERED [4:27]
  - 作詞：畑亜貴、作曲・編曲：山元祐介

シングル表題曲。テレビアニメ『侵略!?イカ娘』オープニングテーマ。
9. Feathering me, Y/N? [5:21]
  - 作詞：畑亜貴、作曲・編曲：平田祥一郎

シングル「LET・ME・DO!!」収録曲。
10. 虹色の約束 [4:06]
  - 作詞：田中琴乃、作曲：渡辺翔、編曲：清水哲平
11. 明日への帰り道 [4:32]
  - 作詞：こだまさおり、作曲：町田紀彦、編曲：増田武史

シングル曲。テレビアニメ『夏色キセキ』エンディングテーマ。
12. GO AHEAD!! [4:24]
  - 作詞：石川絵理、作曲：河原嶺旭、編曲：宮崎誠

### Disc 02
Blu-ray Disc
1. 「Planet Freedom」Music Clip
2. 『Spring Party is HERE!』LIVEダイジェスト映像 (at 2011/4/17 幕張メッセ国際展示場)

DVD
1. 「Planet Freedom」Music Clip
2. Making

### 参考書誌
- Yoshikatsu Nakagami「スフィア 変わらない夏、変わらない笑顔」『声優グランプリ 2012年8月号（通巻第172号）』第17巻第8号、主婦の友社、2012年7月10日、JAN 4910055870823、雑誌 05587-08。

### 参照ウェブサイト
- ORICON STYLE (2012年7月11日). “2012年7月10日付 CDアルバムデイリーランキング”. オリコンチャート.   オリコン. 2012年7月17日閲覧。[リンク切れ]
- リスアニ! (2012-07-12 01:46:44). “スフィアのニュー・アルバムが初のオリコンデイリーランキング1位を獲得！”. リスアニ!WEB.  エムオン・エンタテインメント. 2012年8月1日閲覧。
- アニメイトTV ニュース (2012-07-12 14:00). “スフィア『Third Planet』で念願の初1位獲得！”. アニメイトTV.  アニメイト・フロンティアワークス. 2012年8月1日閲覧。
  - アニメイトTV ニュース (2012-07-12 14:00). “スフィア『Third Planet』で念願の初1位獲得！”. Anigema 〜あにげマ！〜（livedoor ニュース）.  NHN Japan. 2012年8月1日閲覧。
  - アニメイトTV ニュース (2012-07-12 10:10). “スフィア『Third Planet』で念願の初1位獲得！”. ニコニコニュース.  ニワンゴ. 2012年8月1日閲覧。
- こえぽた (2012-07-12 10:10). “スフィアのニューアルバムが「Third Planet」初のオリコンデイリーランキング1位を獲得！”. KoePota(こえぽた).   MFS. 2012年8月1日閲覧。